# Dadeville, Alabama
Dadeville är administrativ huvudort i Tallapoosa County i Alabama. Orten har fått sitt namn efter militären Francis L. Dade. Vid 2020 års folkräkning hade Dadeville 3 084 invånare.

## Kända personer från Dadeville
- Charles A. Culberson, politiker
- Lilius Bratton Rainey, politiker